# Matopo typica
Matopo typica är en fjärilsart som beskrevs av William Lucas Distant 1898. Matopo typica ingår i släktet Matopo och familjen nattflyn. Inga underarter finns listade i Catalogue of Life.